# Mittelachsenlyrik
Mittelachsenlyrik bezeichnet Gedichte mit einem auffälligen Druckbild: der Dichter zentriert Satzabschnitte, verbindet Wörter zu Lang- oder Kurzzeilen, stellt einzelne Wörter allein in die Zeilenmitte und verleiht ihnen dadurch besonderes Gewicht. Beim Lesen oder Vortragen ergibt sich hierdurch eine Rhythmisierung der Sprache und eine teils überraschende Gewichtung einzelner Satzteile oder Satzfragmente. Die Wörter, die auf der Mittelachse liegen, erhalten ein besonderes Gewicht. 
Die Wortgruppen sind assoziativ aneinandergereiht. Satzzeichen werden ebenfalls nicht immer den üblichen Interpunktionsregeln entsprechend verwendet. Auch drei Punkte können eine Zeile bilden.
Man findet diese auch optisch auffälligen Gedichte (sie wirken wie achsensymmetrische Gewächse) z. B. bei Christian Morgenstern und Arno Holz sowie in der Gegenwart besonders bei Paulus Böhmer. Die Nutzung graphischer Elemente zur Gestaltung des Sinngehalts eines Gedichtes bei Morgenstern und Holz kann als wegbereitend für die Konkrete Poesie gelten, bei der mit Wörtern und Sätzen Bilder im eigentlichen Sinn gemalt wurden oder Buchstabenkombinationen lautmalerisch sinngebend wurden (Ernst Jandl, Eugen Gomringer).